# إيان
إيان (بالغيلية الاسكتلندية: Ian أو Iain وينطق «إِيَان» وليس «يان») اسم اسكتلندي غيلي الأصل، مشتق من الاسم الشخصي العبري יוֹחָנָן (يوحنا) ونظيره في اللغة العربية يحيى ونظيره في اللغة الإنجليزية جون. الكتابة Ian أنجلزة للاسم الشخصي الإسكتلندي Iain. الاسم شائع في العالم الناطق باللغة الإنجليزية وخاصة في اسكتلندا حيث نشأ.